# USS Parsons (DD-949)
USS Parsons (DD-949/DDG-33) là một tàu khu trục lớp Forrest Sherman từng hoạt động cùng Hải quân Hoa Kỳ trong giai đoạn Chiến tranh Lạnh. Nó là chiếc tàu chiến duy nhất của Hải quân Hoa Kỳ được đặt cái tên này, theo tên Chuẩn đô đốc William S. Parsons (1901–1953), người tham gia Dự án Manhattan chế tạo bom nguyên tử trong Chiến tranh Thế giới thứ hai và được tặng thưởng Huân chương Phục vụ Dũng cảm Hải quân. Nó đã dành hầu hết quãng đời hoạt động để phục vụ tại khu vực Thái Bình Dương và Viễn Đông, từng tham gia cuộc Chiến tranh Việt Nam, được cải biến thành một tàu khu trục tên lửa điều khiển vào năm 1967 và xếp lại lớp thành DDG-33, rồi tiếp tục phục vụ cho đến khi xuất biên chế vào năm 1982. Con tàu cuối cùng bị đánh chìm như một mục tiêu vào năm 1989.

## Thiết kế và chế tạo
Khi đưa vào hoạt động, lớp Forrest Sherman là những tàu khu trục Hoa Kỳ lớn nhất từng được chế tạo, dài 418 foot (127 m) và trọng lượng choán nước tiêu chuẩn 2.800 tấn (2.800 tấn Anh). Nguyên được thiết kế theo dự án SCB 85, chúng được trang bị ba pháo 5 inch (127 mm)/54 caliber trên ba tháp pháo đơn (một phía mũi, hai phía đuôi tàu), bốn pháo phòng không 3 inch (76 mm)/50 caliber trên hai tháp pháo đôi, cùng súng cối Hedgehog và ngư lôi chống ngầm.
Parsons được đặt lườn tại xưởng tàu của hãng Ingalls Shipbuilding Corp. ở Pascagoula, Mississippi vào ngày 17 tháng 6, 1957. Nó được hạ thủy vào ngày 17 tháng 8, 1959, được đỡ đầu bởi bà William S. Parsons, vợ góa của đô đốc Parsons. Con tàu nhập biên chế cùng Hải quân Hoa Kỳ tại Charleston, South Carolina vào ngày 29 tháng 10, 1959 dưới quyền chỉ huy của Hạm trưởng, Trung tá Hải quân William Ray Loomis.

## Lịch sử hoạt động
Sau khi hoàn tất chuyến đi chạy thử máy huấn luyện tại vùng biển Caribe, Parsons được điều sang vùng bờ Tây Hoa Kỳ, đi đến San Diego, California, và gia nhập Đệ Nhất hạm đội vào tháng 2, 1960. Đến tháng 10, nó được phái sang khu vực Tây Thái Bình Dương để phục vụ cùng Đệ Thất hạm đội, rồi quay trở về vùng bờ Tây vào tháng 7, 1961. Nó đi vào Xưởng hải quân Long Beach vào ngày 6 tháng 10 để được nâng cấp đáng kể hệ thống liên lạc và chống tàu ngầm. Con tàu tiếp tục tham gia các hoạt động huấn luyện và tập trận cùng Đệ Nhất hạm đội từ tháng 1 đến tháng 11, 1962; rồi lên đường cho lượt phục vụ cùng Đệ Thất hạm đội tại Viễn Đông vào tháng 11, và quay trở về vùng bờ Tây vào tháng 7, 1963.

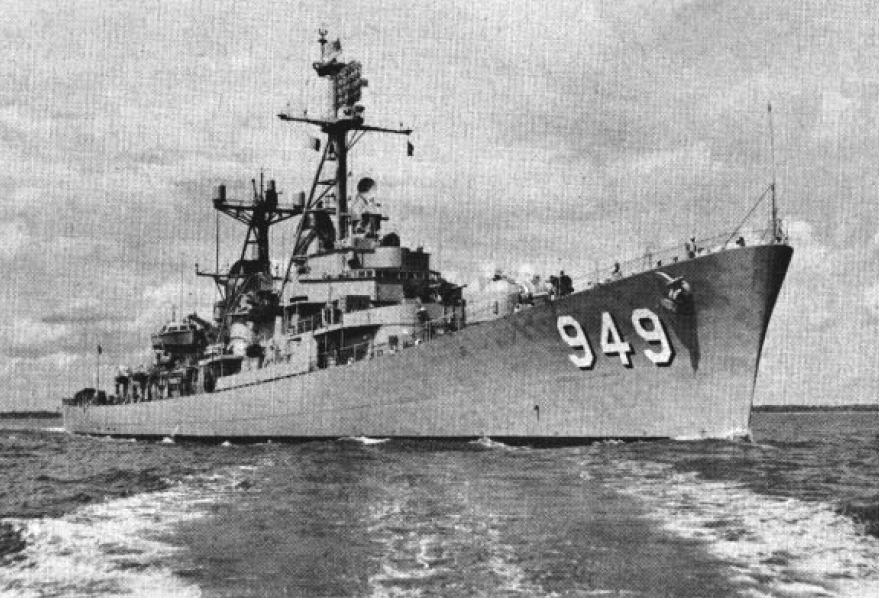
USS Parsons (DD-949), khoảng năm 1961.

Vào mùa Hè và mùa Thu năm 1963, Parsons thực hành huấn luyện phòng không và chống tàu ngầm tại khu vực San Diego, California. Đến tháng 11, nó hộ tống các tàu sân bay Midway (CVA-41)) và Hancock (CVA-19) trong hành trình đi sang khu vực Tây Thái Bình Dương và quay trở lại San Diego. Vào mùa Hè năm 1965, trong thành phần Hải đội Huấn luyện Thái Bình Dương, con tàu đưa các học viên sĩ quan trong chuyến đi thực tập đến San Francisco, Puget Sound và vùng biển Hawaii. Nó luân phiên các hoạt động cùng Đệ Nhất hạm đội và Đệ Thất hạm đội cho đến khi đi đến Xưởng hải quân Long Beach vào ngày 19 tháng 1, 1966, và tạm thời xuất biên chế cho đến ngày 3 tháng 11, 1967 để được cải biến thành một tàu khu trục tên lửa điều khiển.
Parsons là một trong số bốn tàu khu trục lớp Forrest Sherman được lựa chọn để nâng cấp thành tàu mang tên lửa, mà một số tài liệu xếp thành một lớp Decatur riêng biệt; chúng còn bao gồm Decatur (DD-936/DDG-31), John Paul Jones (DD-932/DDG-32) và Somers (DD-947/DDG-34). Trong quá trình nâng cấp, 90% cấu trúc thượng tầng được đổi mới, trang bị radar dò tìm không trung AN/SPS-48A 3D, tăng cường các hệ thống tên lửa đất đối không RIM-24 Tartar và tên lửa chống ngầm RUR-5 ASROC. Ngoài ra chiếc tàu khu trục còn được đại tu toàn bộ hệ thống động lực và bổ sung nhiều thiết bị điện tử khác. Parsons được xếp lại lớp với ký hiệu lườn mới DDG-33 vào ngày 15 tháng 3, 1967 và được phân về Lực lượng Tuần dương-Khu trục Hạm đội Thái Bình Dương.
Sau khi công việc cải biến hoàn tất vào tháng 11, 1967, Parsons thực hành huấn luyện các hệ thống vũ khí tên lửa mới cho đến tháng 9, 1968, khi nó đảm nhiệm vai trò soái hạm của Hải đội Khu trục 31 và được phái sang khu vực Tây Thái Bình Dương để phục vụ cùng Đệ Thất hạm đội ngoài khơi Việt Nam. Nó luân phiên nhiệm vụ hộ tống các tàu sân bay tại Trạm Yankee trong vịnh Bắc Bộ với các hoạt động huấn luyện và thực hành chống tàu ngầm cùng hải đội. Con tàu cũng viếng thăm các cảng Cao Hùng, Đài Loan; Yokosuka và Sasebo, Nhật Bản; Hong Kong và Singapore. Nó quay trở về San Diego, California vào ngày 12 tháng 5, 1969 để tiếp tục những hoạt động huấn luyện và bảo trì thường lệ tại vùng bờ Tây.
Vào tháng 11, 1971, Parsons cùng với toàn bộ Hải đội Khu trục 15 được cho chuyển cảng nhà đến Yokosuka, Nhật Bản. Từ đó cho đến cuối năm 1972, con tàu tích cực hoạt động trong cuộc Chiến tranh Việt Nam. Nó đã phục vụ bắn hải pháo hỗ trợ cho trận chiến trên bộ tại các khu vực trách nhiệm của Quân đoàn 1 và Quân đoàn 4 Quân đội Nam Việt Nam cũng như cho lực lượng Thủy quân Lục chiến Hoa Kỳ gần Vùng phi quân sự (DMZ). Nó cũng tham gia nhiệm vụ tìm kiếm-giải cứu (SAR) những phi công bị bắn rơi trên biển trong vịnh Bắc Bộ và hộ tống các tàu sân bay tại Trạm Yankee. Nó rời vùng biển Việt Nam vào khoảng ngày 19 tháng 12, 1974.
Vào ngày 29 tháng 10, 1980, Parsons đã cứu vớt 111 người tị nạn là thuyền nhân Việt Nam tại vị trí 330 nmi (610 km) về phía Nam Sài Gòn.
Parsons được cho xuất biên chế vào ngày 19 tháng 11, 1982. Tên nó được cho rút khỏi danh sách Đăng bạ Hải quân vào ngày 1 tháng 12, 1984, và con tàu bị đánh chìm như một mục tiêu vào ngày 25 tháng 4, 1989.